# Герб на Ловеч
Гербът на Ловеч е с формата на хералдически щит, в който са вписани стилизирани характерните особености на града – зъберите на крепостта „Хисаря“, люляково клонче, Покрития мост и река Осъм. В горния край на герба е изписано името на град Ловеч на кирилица.
Гербът на Ловеч съдържа характерните особености на града.

## Критика
Употребата на покрития мост в герба на града е критикувано за това, че не е хералдически елемент заради своята преходност (малотрайност).